# Реброво (Московская область)
Реброво — деревня в городском округе Озёры Московской области России. Население — 5 чел. (2010).

## Население
| 1852 | 1859 | 1890 | 1926 | 2002 | 2006 | 2010 |
| ---- | ---- | ---- | ---- | ---- | ---- | ---- |
| 102  | →102 | ↗119 | ↘116 | ↘0   | ↗6   | ↘5   |

## География
Расположена в северо-западной части района, примерно в 11,5 км к северо-западу от центра города Озёры. В деревне одна улица — Дачная. Ближайшие населённые пункты — деревни Мощаницы и Речицы. Связана автобусным сообщением с районным центром.

## История
В 1825 году на месте упразднённой в 1820-х гг. Покровской церкви в Реброве была поставлена не сохранившаяся до наших дней небольшая каменная часовня Покрова Пресвятой Богородицы.
В «Списке населённых мест» 1862 года Покровское (Реброво) — владельческая деревня 2-го стана Коломенского уезда Московской губернии по левую сторону Каширского тракта из Коломны, в 30 верстах от уездного города, при колодце, с 11 дворами и 102 жителями (47 мужчин, 55 женщин).
По данным на 1890 год входила в состав Суковской волости Коломенского уезда, число душ составляло 119 человек.
В 1913 году — 24 двора.
По материалам Всесоюзной переписи населения 1926 года — деревня Мощаницкого сельсовета Суковской волости, проживало 116 жителей (58 мужчин, 58 женщин), насчитывалось 27 крестьянских хозяйств.
С 1929 года — населённый пункт в составе Озёрского района Коломенского округа Московской области, с 1930-го, в связи с упразднением округа, — в составе Озёрского района Московской области.
До муниципальной реформы 2006 года — деревня Тарбушевского сельского округа.